# Пелагоний
Пелагоний (на латински: Pelagonius; на гръцки: Πελαγόνιος) е римски ветеринар от 4 век.
Преди 400 г. той пише своята книга Ars veterinaria за лекуване ореди всичко на коне.
Книгата му съдържа и вълшебвни заклинания, които по-късно ползва Флавий Вегеций Ренат.
Пелагоний ползва за главен източник Колумела (De re rustica).

## Издания
- Klaus-Dietrich Fischer (Hrsg.), Pelagonii Ars veterinaria. Teubner, Leipzig 1980 (Rezension Архив на оригинала от 2013-08-01 в archive.today).